# Хосе Дюранд Лагуна
Хосе Мануель Дюранд Лагуна (ісп. José Manuel Durand Laguna, 7 листопада 1895, Буенос-Айрес — 1 лютого 1965) — аргентинський футболіст, що грав на позиції нападника. По завершенні ігрової кар'єри — тренер, відомий насмаперед багаторічною роботою зі збірною Парагваю.
Виступав, зокрема, за клуб «Уракан», а також національну збірну Аргентини.

## Клубна кар'єра
У дорослому футболі дебютував 1911 року виступами за команду клубу «Насйьональ де Флореста».
Згодом з 1912 по 1913 рік грав у складі команд клубів «Індепендьєнте» (Авельянеда) та «Лібертаріос Унідос».
Своєю грою за останню команду привернув увагу представників тренерського штабу клубу «Уракан», до складу якого приєднався 1914 року. Відіграв за команду з Буенос-Айреса наступні десять сезонів своєї ігрової кар'єри. У складі «Уракана» був одним з головних бомбардирів команди, маючи середню результативність на рівні 0,52 голу за гру першості.
Завершив професійну ігрову кар'єру в Парагваї, у клубі «Олімпія» (Асунсьйон), за команду якого виступав протягом 1925—1927 років.

## Виступи за збірну
1916 року дебютував в офіційних матчах у складі національної збірної Аргентини. Протягом наступних чотирьох років провів у за національну команду лише чотири матчі. У складі збірної був учасником домашнього для аргентинців Чемпіонат Південної Америки 1916 року, на якому виходив на поле в одній грі, матчі проти Бразилії (1:1), в якому став автором єдиного забитого м'яча своєї команди.

## Кар'єра тренера
Розпочав тренерську кар'єру, ще продовжуючи грати на полі, 1921 року, ставши першим головним тренером збірної Парагваю. Керував діями цієї збірної на чемпіонаті Південної Америки 1921 року, де парагвайці програли дві з трьох ігор і посіли останнє, четверте, місце у фінальній турнірній таблиці змагання. 1922 року новим тренером збірної Парагваю замість Лагуни було призначено Мануеля Соліча.
1923 року був головним тренером команди бразильського «Сантуса».
Протягом десяти років, починаючи з 1924, очолював тренерський штаб клубу «Уракан».
1929 року повернувся на тренерський місток збірної Парагваю. Керував нею на чемпіонаті Південної Америки 1929 року, де його команда виступила успішно, поступившись у боротьбі за чемпіонство лише господарям турніру, збірній Аргентини, та здобувши «срібло». Наступного року на першому чемпіонаті світу, що проходив у сусідньому Уругваї, збірна Парагваю Лагуни не подолала груповий етап, для цього за регламентом змагання було достатньо програти хоча б одну гру. Згодом залишався головним тренером збірної Парагваю до 1945 року, в якому знову був замінений Мануелем Солічем. Протягом цього періоду збірна Парагваю участі у великих міжнародних турнірах більше не брала.
У першій половині 1940-х також декілька разів очолював тренерський штаб столичного парагвайського «Насьйоналя».
Помер 1 лютого 1965 року на 70-му році життя.

## Титули і досягнення
- Срібний призер Чемпіонату Південної Америки: 1916